# Дерев'яне кріплення
Кріплення дерев'яне (рос. крепь деревянная, англ. wooden support, нім. Holzausbau m) — гірниче кріплення з дерев'яних матеріалів. Встановлюється вручну. На сучасних шахтах область застосування Д.к. обмежена підготовчими виробками, неглибокими вертикальними стволами, шурфами, ґезенками прямокутного перетину, очисними виробками (у складних гірничо-геологічних умовах і на крутих пластах). Дерев'яні рами використовують у виробках з невеликим строком служби (як правило до 3 років) та сталим гірничим тиском до 0,1 МПа. Активно заміняється сучасними видами кріплення.